# Гойдельські мови
Гойде́льські або ге́льські мо́ви (англ. Goidelic languages) — одна з двох підгруп кельтських мов, що збереглися дотепер, поряд з бритськими (осібно стоять зниклі континентальні кельтські мови, неоднорідні за своїм складом). 
До гойдельської групи належать споріднені ірландська, шотландська гельська й менська мови. Менська вимерла в XX столітті, але почасти була відновлена.
Згідно з так званою «острівною гіпотезою», гойдельські й бритські мови становлять мовний союз острівних кельтських мов, який протиставляється континентальним кельтським мовам.

## Історія
Історично гойдельські мови являють собою діалектний континуум, що тягнеться від півдня Ірландії через острів Мен до півночі Шотландії.
Гойдельські мови спочатку були поширені на території Ірландії. Час появи гойдельських мов в Ірландії залишається предметом дискусій, однак вона значно передує появі на Британських островах бритів. Існує гіпотеза про наявність у гойдельських мовах догойдельского субстрату (слідів мови або мов докельтского населення Ірландії).
Між III і VI століттями н. е. групи ірландських кельтів, відомих римлянам як Scoti (гели) почали мігрувати з Ірландії на територію сучасної Шотландії, де в підсумку асимілювали місцевих піктів, що розмовляли, ймовірно, бритською мовою.
Менська мова дуже близька до мови північного сходу Ірландії, а також до нині вимерлого шотландського гельського діалекту Галловею (на південному заході Шотландії). Унаслідок вторгнень вікінгів мова потрапила під сильний вплив давньоісландської мови.
Перші написи гойдельською мовою зроблені письмом огам до IV століття н. е.
Давньоірландська мова представлена глосою в латинських релігійних манускриптах, що належать до періоду з VI по X століття н. е.
Середньоірландська мова, предок сучасних гойдельських мов, існувала від X до XII століття н. е. Збереглася велика кількість літератури цією мовою, включаючи ранні ірландські законодавчі тексти.
Новоірландська мова охоплює період з XIII по XVII століття н. е. Варіанти новоірландської мови вживалися як літературна мова Ірландії до XVII століття, а в Шотландії — до XVIII століття.
Пізніші реформи орфографії привели до утворення стандартизованої діасистеми мов. Писемність менської мови, засновану на англійській і валлійській, запровадив 1610 року єпископ валлійського походження Джон Філліпс.

## Лінгвістична характеристика
Гойдельські мови належать до q-кельтських мов. Мови цієї гілки зберегли протокельтське * k w (яке пізніше втратило лабіалізацію і перейшло у [k]), на відміну від галльської та бритських мов, де * k w перейшло у [p] (p-кельтські мови). Винятком є кельтіберська, що не належить до гойдельських мов, яка також зберегла початкове протокельтське k w.
| Пракельтська | Галльська | Валлійська | Корнська | Бретонська | Гельська       | Шотландська гельська | Менська | Переклад |
| ------------ | --------- | ---------- | -------- | ---------- | -------------- | -------------------- | ------- | -------- |
| *kwennos     | pennos    | pen        | penn     | penn       | ceann          | ceann                | kione   | «голова» |
| *kwetwar-    | petuarios | pedwar     | peswar   | pevar      | ceathair       | ceithir              | kiare   | «чотири» |
| *kwenkwe     | pinpetos  | pump       | pymp     | pemp       | cúig           | còig                 | queig   | «п'ять»  |
| *kweis       | pis       | pwy        | piw      | piv        | cé (older cia) | cò/cia               | quoi    | «хто»    |

Іншим важливою відмінністю між гойдельською та бритською підгрупами мов є перехід носових звуків * an, am в довгу голосну é перед початковими вибуховими або фрикативними приголосними. Наприклад: давньоірландське éc «смерть», écath «рибальський гачок», dét «зуб», cét «сто» і валійське angau, angad, dant і cant.
В інших випадках:[що?]